# Zandvoort
Zandvoort je pobřežní město v Nizozemsku v provincii Noord-Holland (Severní Holandsko). Díky několik kilometrů dlouhé pláži patří k vyhledávaným rekreačním cílům, zejména pro obyvatele Amsterdamu. Žije zde 17 000 obyvatel.
Město je známé díky závodnímu okruhu, na kterém se koná Grand Prix Nizozemska.

### Externí odkazy

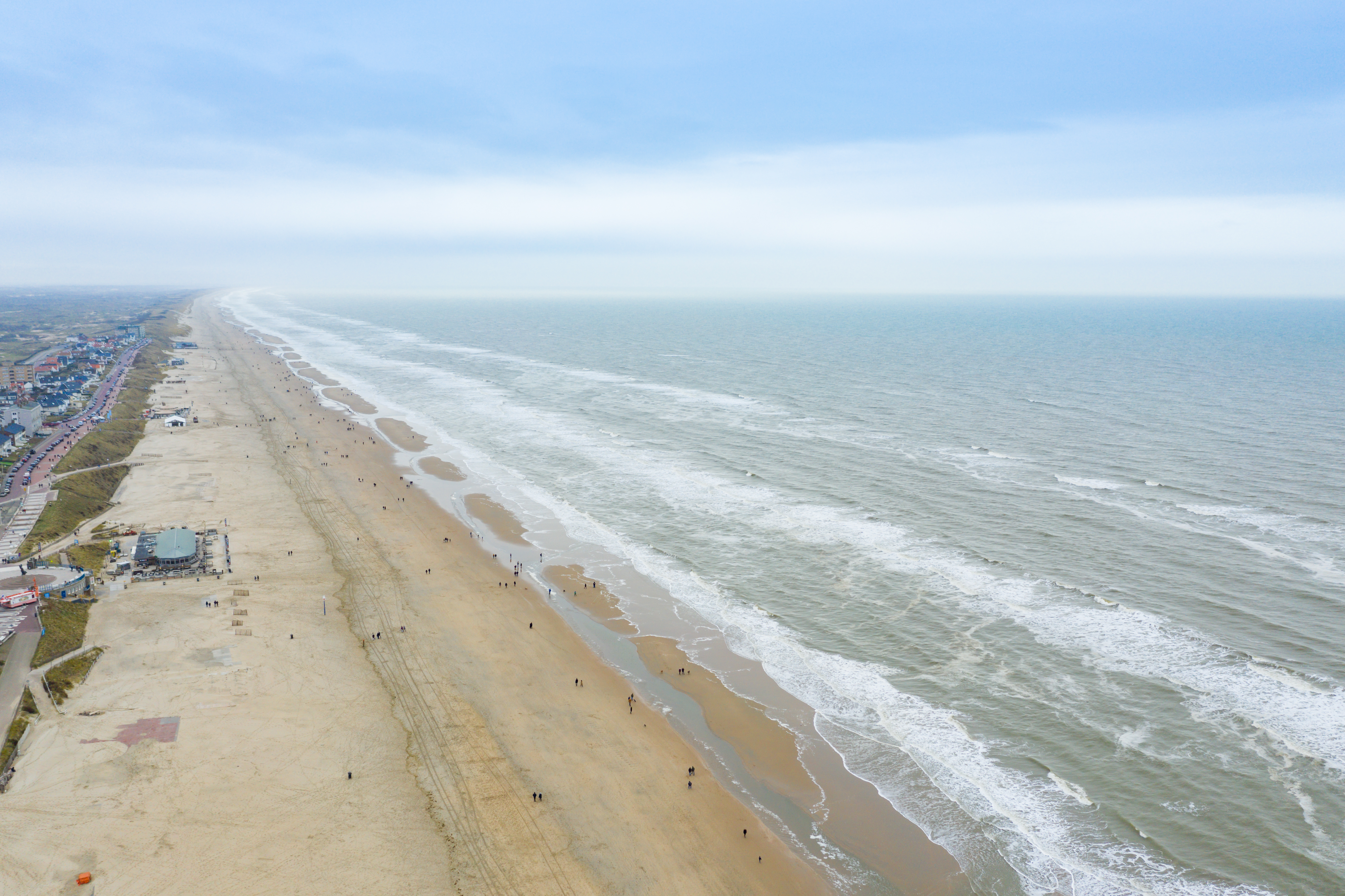
Zandvoort